# Логиком
Логико́м (полное наименование — Акционерное общество «Логиком») — казахстанская компания — крупнейший производитель компьютерной техники, которая выходит под собственной торговой маркой. Кроме того, компания специализируется на разработке и внедрении программного обеспечения в корпоративном секторе и МСБ, обладает собственной розничной торговой сетью и сервис-центрами, осуществляет электронную коммерцию.

## Структура компании и собственники
Магазины розничной торговли «Логиком» представлены в 17 городах Казахстана, торговая сеть компании состоит из 36 магазинов. Штаб-квартира компании находится в городе Алма-Ата. Штат сотрудников — 1000 человек. Дилерская сеть компании насчитывает более 500 партнёров. «Логиком» является официальным партнёром компании «Microsoft» в Республике Казахстан. По состоянию на январь 2013 года, «Логиком» является крупнейшей компанией в Казахстане, обладая собственной производственной мощностью по сборке до 600 тыс. персональных компьютеров в год.
Президент «Логиком» — Сергей Швалов.
В апреле 2013 г. на торгах Казахстанской фондовой биржи (KASE) были проданы 100 % простых акций АО «Логиком» за 44 млн $. Руководство компании уведомило KASE, что с 11 апреля 2013 г. единственным 100 % участником-акционером АО «Логиком» стала компания KS8 Holding B.V.

## История
Компания была образована в 1992 году, когда четверо друзей Дмитрий Кан, Сергей Швалов, Максим Кругов и Пак Ин решили открыть собственное дело в сфере информационных технологий.
Первоначально компания занималась ремонтом и обслуживанием радиоэлектронной и вычислительной техники. В 1992 году на чердаке Алма-Атинского энергетического института студентами-учредителями компании на заказ был собран первый компьютер. С этого же года название «LogyCom» становится торговой маркой компании, официальная регистрация которой в качестве товарного знака компании состоялось 4 сентября 1997 года. Акт государственной регистрации компании выдан 1 апреля 1992 года.
В 1994 году было подписано ОЕМ соглашение с корпорацией Intel, казахстанская IT-компания начала выпуск продукции под брендом крупной американской корпорации.
Открытие первого демонстрационного зала и сервисного центра произошло в 1995 году. В 1998 году в Алма-Ата были открыты первые пять магазинов LogyCom. В 2000 году открылось представительство компании в столице Казахстана — городе Астане.
В 2002 году «Логиком» получил сертификат соответствия международному стандарту ISO 9001:2000.
В 2003 году компания получила свидетельство о государственной регистрации объекта интеллектуальной собственности на систему управления предприятием «LogyCom Astrum».
В 2006 году «Логиком» вступил в члены Казахстанской Ассоциации IT-компаний.
4 сентября 2007 произведено первичное размещение облигаций на казахстанской фондовой бирже. Они были включены в официальный список KASE по категории «А». Ценные бумаги размещены в полном объёме на сумму 1,9 млрд тенге. На деньги, полученные от размещения облигаций в 2008 году, было закуплено оборудование корейского производства и начато строительство нового завода по сборке персональных компьютеров с плановой мощностью 500 тыс. в год.
В 2010 году произведён комплексный рестайлинг розничных магазинов, состоялось полное погашение облигационного займа АО «Логиком» на сумму 1,9 млрд тенге.
В январе 2013 года компанией был открыт новый магазин бизнес-формата в столице Республики Казахстан — городе Астане.
В 2016 году компания полностью ликвидировала свое розничное направление, закрыв ритейл-сеть и онлайн-магазин. В компании намерены сфокусироваться на B2B и B2G видах бизнеса.

## История логотипов
Первый логотип компании был разработан в 1993 году, в год регистрации торговой марки Logycom. Кроме названия компании в логотипе указывалась и новая для Казахстана отрасль.
Спустя 20 лет, в 2013 году, компания объявила о смене официального лого. Новый логотип LOGYCOM не содержит лишних графических элементов, делая его эмоциональным, понятным и запоминающимся. В лого появился новый графический элемент — звезда, которая напоминает известную иконку в популярных интернет-браузерах «Добавить в избранное».

## Финансовые показатели
Рост компании в 2011 году составил 20 % по сравнению с 2010 годом, рыночная доля «LOGYCOM» по производству компьютерной техники в Республике Казахстан выросла с 24 % до 27 %. По данным журнала «Эксперт», компания поставила в 2011 году оборудования и ПО на IT-рынок Казахстана на сумму в 22,348 млрд тенге, что является лучшим показателем в отрасли.
Согласно финансовой отчётности компании за 2012 год, выручка составила 27,948 млрд тенге, наблюдается рост на 12 % по отношению к 2011 году. Операционная прибыль компании зафиксирована на уровне 922,176 млн тенге, чистая прибыль компании после вычета налогов составила 295,2 млн тенге, что на 88 % больше, чем в 2011 году.
В ренкинге крупнейших ИТ-компаний Казахстана по итогам 2014 года «Эксперт РА Казахстан» «Логиком» занял первую строчку с выручкой почти 41,5 млрд тенге. Компании удалось нарастить выручку почти на 9 %. Основной доход компания получила от поставки оборудования и ПО (57,6 %) и от дистрибуции (33,7 %). Производство оборудования в карте доходов компании составляет 6,5 %. В рейтинге крупнейших интернет-магазинов Казахстана 2014 года, который представила Ассоциация интернет-бизнеса и мобильной коммерции Казахстана (АКИБ), интернет-магазин Logycom.kz занял 11 позицию с оборотом почти 735 млн тенге. Между тем, неблагоприятная конъюнктура на рынке ПК, который в 2015 году упал в Казахстане почти на 55 % не могла не отразится на финансовых результатах деятельности компании — «Логиком» завершает 2015 год с убытком после налогообложения в размере 1,57 млрд тенге. Для справки: в 2014 году компания закрыла год с прибылью почти 250 млн тенге.
В I квартале 2016 года в компании происходит трансформация — в «Логикоме» ликвидируют ритейл, в том числе, онлайн. В компании возвращаются к фокусу на B2B и B2G. Первый квартал «Логиком» завершает с номинальной прибылью чуть больше 3 млн тенге (менее $10 тыс. по курсу на 18.04.2016).